# Isolate
Isolate is het tweede album van de Noorse metalband Circus Maximus, uitgebracht in 2007 door Frontiers Records. Het is het eerste album met toetsenist Lasse Finbråten na het vertrek van Espen Storø. Hij maakt meer gebruik van keyboards en synthesizers, terwijl zijn voorganger eerder gebruikmaakte van de piano.

## Nummers
1. "A Darkened Mind" − 5:33
2. "Abyss" − 5:00
3. "Wither" − 4:46
4. "Sane No More" (Instrumental) − 3:55
5. "Arrival of Love" − 4:10
6. "Zero" − 4:50
7. "Mouth of Madness" − 12:42
  - I. Alone
  - II. The Dream
  - III. The Initiation
  - IV. The Secret
  - V. The Conflict
  - VI. The Awakening
8. "From Childhood's Hour" − 4:28
9. "Ultimate Sacrifice" − 9:17

## Band
- Michael Eriksen - zanger
- Mats Haugen - gitarist
- Glen Cato Møllen - bassist
- Lasse Finbråten - toetsenist
- Truls Haugen - drummer